# Ryuji Kato
Ryuji Kato (加藤 竜二 Kato Ryuji?), född 24 december 1969 i Tokyo prefektur, är en japansk fotbollsspelare.
Kato började sin karriär 1988 i Toho Titanium. Efter Toho Titanium spelade han för Tokyo Gas, PJM Futures, Kashiwa Reysol, Consadole Sapporo, Sanfrecce Hiroshima, Sagawa Express Tokyo och Roasso Kumamoto (Rosso Kumamoto).